# Vlag van Salt Lake City

Vlag van Salt Lake City

De vlag van Salt Lake City bestaat uit twee horizontale banen van blauw en wit met een segrolelie, de staatsbloem van Utah in het kanton. De vlag werd in 2020 aangenomen na een wedstrijd in de hele stad om de vorige vlag te vervangen, en is ontworpen tijdens een ontwerpwedstrijd door Arianna Meinking en Elio Kennedy-Yoon.
Het ontwerp toont een segrolelie, de staatsbloem van Utah, in het kanton te midden van horizontale velden van blauw en wit. Het werd ter overweging naar de gemeenteraad gestuurd met de steun van burgemeester Erin Mendenhall en aangenomen op 6 oktober 2020.

## Vorige vlaggen
| Vlag                     | Periode     | Functie                  | Beschrijving                                                                                             |
| ------------------------ | ----------- | ------------------------ | --- |
| Vlag van Salt Lake City. | 1969 - 2006 | Vlag van Salt Lake City. | Een witte achtergrond met een artistieke weergave van Salt Lake City in het midden.                      |
| Vlag van Salt Lake City. | 2006 - 2020 | Vlag van Salt Lake City. | Een donkergroene en blauwe bicolor met een moderne artistieke weergave van Salt Lake City in het midden. |